# Minster
Minster é uma vila localizada no estado norte-americano de Ohio, no Condado de Auglaize.

## Demografia
Segundo o censo norte-americano de 2000, a sua população era de 2794 habitantes.
Em 2006, foi estimada uma população de 2794, um aumento de 0 (0.0%).

## Geografia
De acordo com o United States Census Bureau tem uma área de
4,9 km², dos quais 4,9 km² cobertos por terra e 0,0 km² cobertos por água.

## Localidades na vizinhança
O diagrama seguinte representa as localidades num raio de 12 km ao redor de Minster.